# Raúl Uyeno
Raúl Uyeno – boliwijski lekkoatleta, który specjalizował się w rzucie oszczepem.
Rekord życiowy: 55,20 (6 maja 2001, Sucre) – rezultat ten jest aktualnym rekordem Boliwii.